# Zemské volby ve Šlesvicku-Holštýnsku 2017

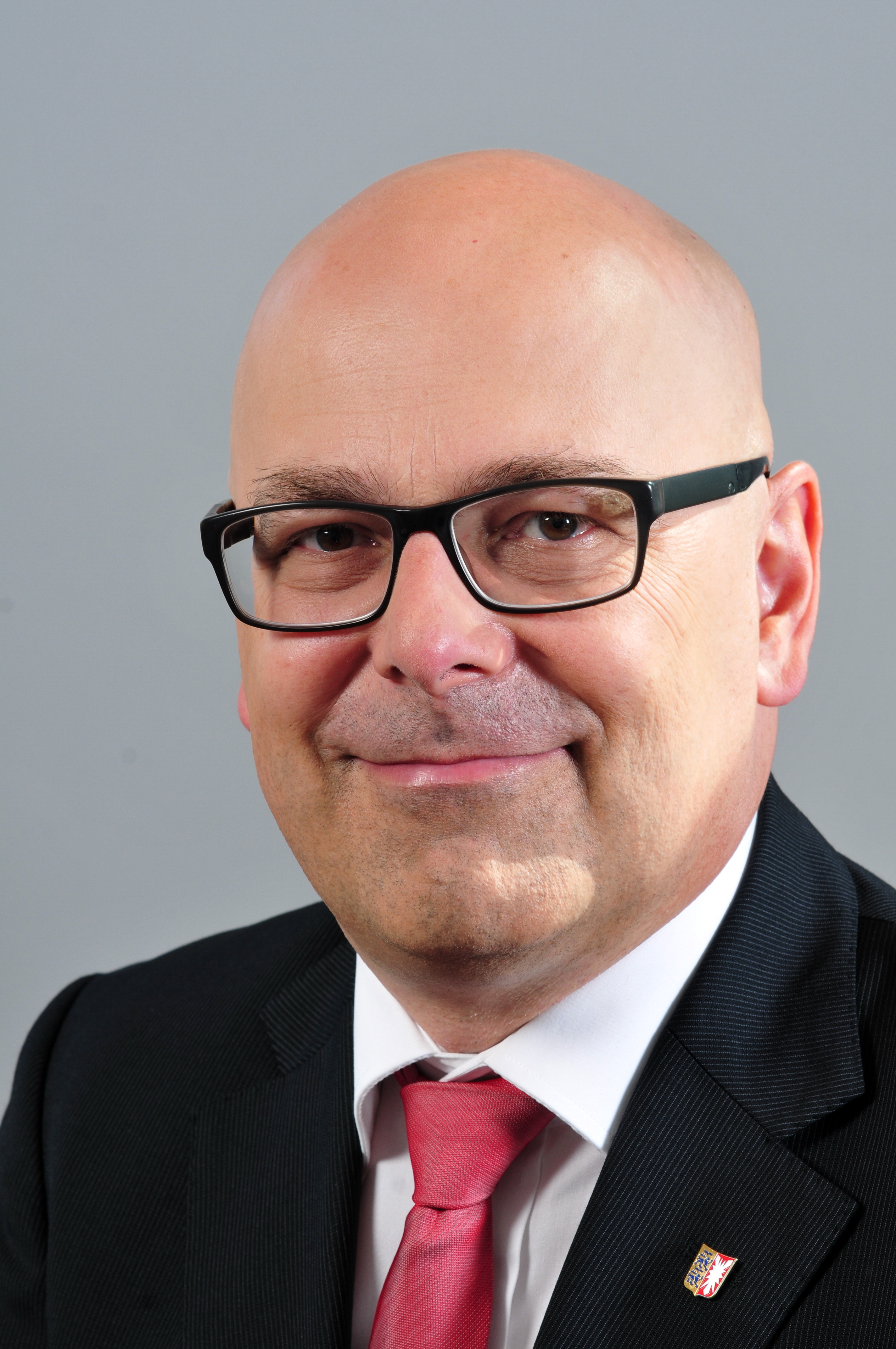
Torsten Albig (SPD), poražený ministerský předseda spolkové země Holšvicko-Holštýnsko

Zemské volby ve Šlesvicku-Holštýnsku (německy Landtagswahl in Schleswig-Holstein 2017) se konaly dne 7. května 2017.

## Volební výsledky
Zemské volby vyhrála se ziskem 32 % odevzdaných hlasů křesťanskodemokratická unie (CDU) stávající německé kancléřky Angely Merkelové, v jejímž čele se ucházel úspěšně o mandát ministerského předsedy Daniel Günther. Na druhém místě se umístila se ziskem 27, 2 % hlasů sociálnědemokratická strana (SPD), vedená zdejším úřadujícím ministerským předsedou Torstenem Albigem, následována Spojenectvím 90/Zelení (12, 9 %) a Svobodnou demokratickou stranou (FDP; 11, 5 %). Páté a šesté místo pak obsadily Alternativa pro Německo (AfD; 5, 9 %) a německá strana Levice (Die Linke; 3, 8 %). Volební účast činila 64, 2 % oprávněných voličů.

## Povolební vyjednávání
Po volbách byla pod vedením nově nastoupivšího ministerského předsedy Daniela Günthera (CDU) uzavřena tzv. jamajská koalice.